# غوستاف جرونبوم
غوستاف جرونبوم (1909 - 1972 م) هو مستشرق نمسوي.
من أهم كتبه كتاب «إسلام العصور الوسطى» صدر في عام 1946 م.